# Hans-Johann Färber

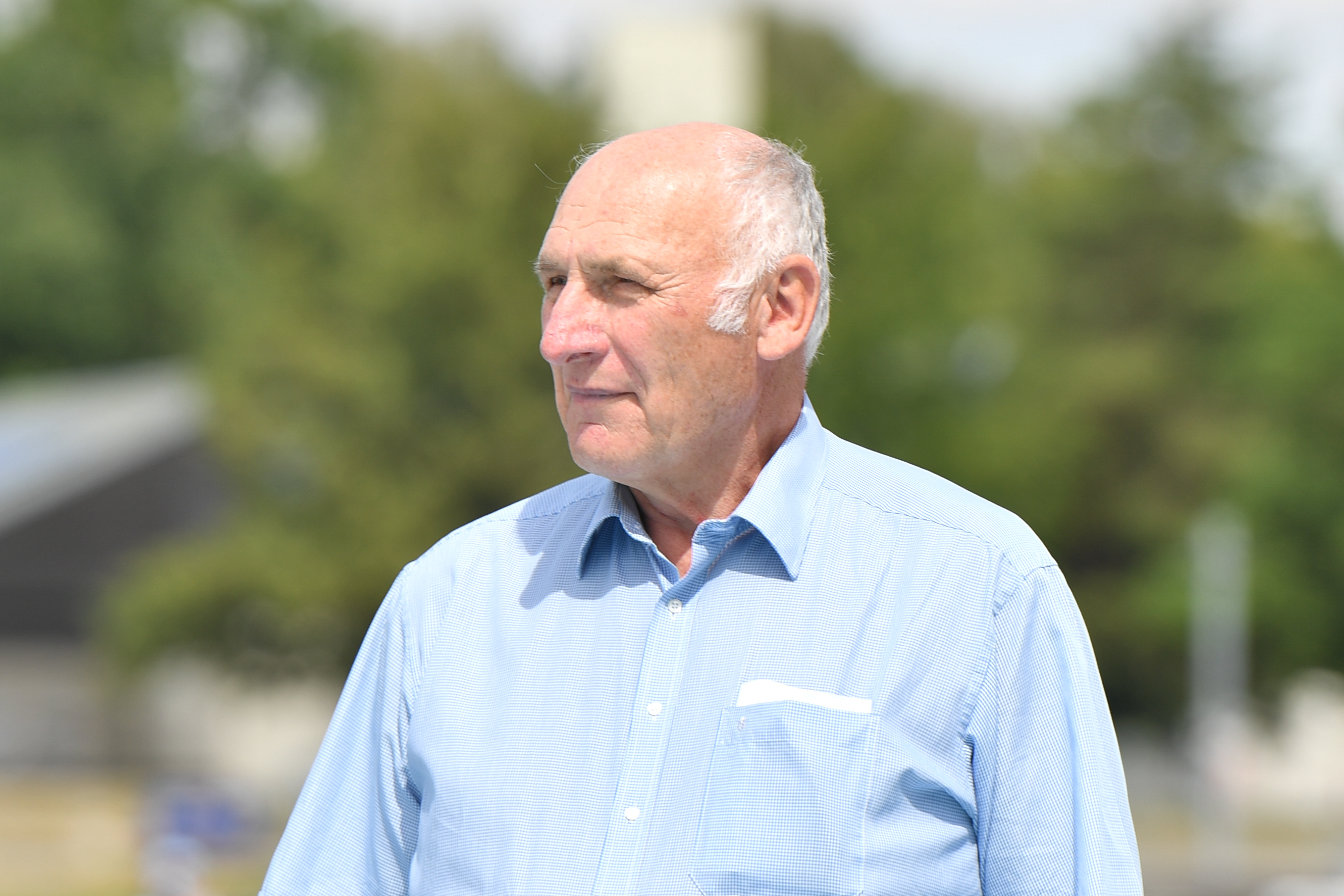
Hans-Johann Färber, 2022

Hans-Johann Färber (* 20. April 1947 in Šljivoševci, Osijek-Baranja, Volksrepublik Jugoslawien) ist ein ehemaliger deutscher Ruderer. Er trat für den Deutschen Ruderverband an und wurde Olympiasieger, Weltmeister und Europameister.

## Leben
1967 wurde der Zweier ohne Steuermann der Rudergesellschaft Wetzlar 1880 mit Udo Brecht und Hans-Johann Färber Deutscher Meister. Bei der Europameisterschaft 1967 belegten die beiden den dritten Platz. Im Zweier mit Steuermann waren 1967 Peter Berger, Niko Ott und Steuermann Stefan Armbruster von Neptun Konstanz Deutscher Meister geworden. 1968 traten die beiden Zweier in einer Renngemeinschaft als Vierer mit Steuermann an und gewannen den Titel bei der Deutschen Meisterschaft. Bei den Olympischen Spielen 1968 verpasste dieser Vierer den Finaleinzug. Das B-Finale fand ohne den bundesdeutschen Vierer statt, nachdem Berger und Brecht erkrankt waren. Ebenfalls erkrankt war Roland Boese vom deutschen Achter, Färber und Ott waren die Ersatzkandidaten. Der Bundestrainer Karl Adam schlug Färber vor, aber die Achter-Mannschaft entschied sich für Niko Ott, der dann mit dem deutschen Achter Olympiasieger wurde.
1969 wurde um Schlagmann Peter Berger und Hans-Johann Färber ein neuer Vierer aufgebaut, Alois Bierl vom Ludwigshafener Ruderverein und Gerhard Auer aus Ulm kamen neu in das Boot, das wegen der großen Kraftwerte der vier Ruderer als Bullenvierer bekannt wurde. Mit Steuermann Stefan Voncken wurden die vier 1969 Europameister und 1970 Weltmeister. 1971 verteidigte das Boot mit Steuermann Uwe Benter seinen Europameistertitel. Das seit Jahren ungeschlagene Boot war haushoher Favorit für die Olympischen Spiele 1972 in München. Am 2. September war die Regattastrecke in Oberschleißheim ausverkauft, doch der Andrang von Besuchern ohne Eintrittskarte war so groß, dass die Zäune nicht standhielten. Der Bullenvierer gesteuert von Uwe Benter gewann die erwartete Goldmedaille sicher vor den Booten aus der DDR und der Tschechoslowakei, es sollte das einzige Rudergold für die Bundesrepublik 1972 bleiben.
Für diesen Erfolg erhielten er und die gesamte Bullenvierer-Mannschaft am 11. September 1972 das Silberne Lorbeerblatt.
Bei der Weltmeisterschaft 1974 trat ein neuer Vierer mit Steuermann an, in dem mit Färber und Benter noch zwei Olympiasieger von 1972 saßen; hinzu kamen mit Peter-Michael Kolbe und Peter Niehusen zwei international bereits erfolgreiche Ruderer sowie der junge Berliner Ralph Kubail. Das neu zusammengesetzte Boot belegte bei der Weltmeisterschaft in Luzern den dritten Platz hinter den Booten aus der DDR und aus der Sowjetunion. 1975 gewann der Wetzlarer Vierer mit Färber, Siegfried Fricke, Christoph Pitzer, Andreas Fischer und Steuermann Werner Kahl den Deutschen Meistertitel. Aus dieser Crew gehörte nur Färber zum Vierer bei der Weltmeisterschaft 1975 in Nottingham. In der Besetzung Färber, Kubail, Dieter Knief, Niehusen und Steuermann Hartmut Wenzel gewann der Vierer erneut Weltmeisterschaftsbronze. 1976 gewann eine Renngemeinschaft mit Hans-Johann Färber, Siegfried Fricke, Gerhard Auer, Christoph Pitzer und Hartmut Wenzel den deutschen Meistertitel. Für die Olympischen Spiele in Montreal mussten Auer und Pitzer das Boot verlassen; dafür rückten Niehusen und Kubail ins Boot, das zum dritten Mal in Folge Bronze beim Saisonhöhepunkt gewann.
Färber war ausgebildeter Metzger, betrieb seine sportliche Laufbahn aber als Berufssoldat. Später war er viele Jahre Leiter des Olympiastützpunkts München. 2001 wechselte er als kaufmännischer Leiter zum Tierpark Hellabrunn, in dem er sechs Jahre lang gemeinsam mit dem Tiermediziner Henning Wiesner den Vorstand bildete. Er ist mittlerweile im Ruhestand und lebt mit seiner Familie in Erding.
Sein Enkel Oliver Zeidler wurde 2019 Weltmeister im Einer und gewann bei den Olympischen Sommerspielen 2024 in Paris Gold im Einer.